# Beizama (Gipuzkoa)
Beizama település Spanyolországban, Gipuzkoa tartományban. Beizama Albiztur, Azpeitia, Errezil, Bidania-Goiatz, Itsasondo és Beasain községekkel határos. Lakosainak száma 130 fő (2024).

## Népesség
A település lakosságának változását az alábbi diagram mutatja:
| Lakosok száma | 157  | 166  | 170  | 180  | 182  | 167  | 166  | 143  | 144  | 130  |
|               | 2001 | 2004 | 2006 | 2009 | 2011 | 2014 | 2016 | 2019 | 2021 | 2024 |